# گوستابو سانتائولایا
گوستابو آلفردو سانتائولایا (اسپانیایی: Gustavo Alfredo Santaolalla‎، ‏ اسپانیایی: [ɡusˈtaβo alˈfɾeðo santaoˈlaʝa]؛ ‏ زاده ۱۹ اوت ۱۹۵۱) نوازنده، موسیقی‌دان، آهنگساز و تهیه‌کننده موسیقی اهل آرژانتین است. وی دو بار موفق به دریافت جایزه اسکار برای بهترین آهنگسازی در فیلم‌های کوهستان بروکبک و بابل در سال‌های ۲۰۰۵ و ۲۰۰۶ شده‌است. همچنین اولین تجربه ساخت موسیقی بازی کامپیوتری وی، بازی آخرین بازمانده از ما است که موفقیت‌های بسیاری را هم به‌دست‌آورد. یکی از سازهایی که او می‌نوازد چارانگو نام دارد که ساز سنتی برخی از کشورهای آمریکای جنوبی از جمله آرژانتین است. سانتائولایا به مدت بیست و سه سال است که در لس آنجلس به همراه همسر و فرزندان خود زندگی می‌کند.
قطعهٔ «پرواز بی‌پایان» از فیلم بابل رویایی‌ترین اثر اوست که اسکار بهترین موسیقی متن را گرفت.

## زندگی
گوستابو آلفردو سانتائولایا در ۱۹ اوت ۱۹۵۱ میلادی در سسیوداد ژاردین لوماس دل پالومار متولد شد. او در کالج سنت پل در هورلینگهام تحصیل کرد. در دوران کودکی، دریافت یک ساز رونروکو علاقه او را به موسیقی راک اند رول برانگیخت و موجب شد از رویای اولیه‌اش برای کشیش شدن فاصله بگیرد.
سانتائولایا به همراه همسرش، آلخاندرا پالاسیوس، و دخترشان لونا (متولد ۱۹۹۴) و پسرشان دون خوان ناهوئل (متولد ۱۹۹۹) در لس آنجلس زندگی می‌کند. او از رابطه‌ای قبلی با مونیکا کمپینس دختری به نام آنا (متولد ۱۹۸۰) دارد.

## حرفه
گوستابو موسیقی را به‌صورت آکادمیک نیاموخت. او بیشتر به‌صورت خودآموخته موسیقی را یاد گرفت و از روش‌های آکادمیک سنتی پیروی نکرد، توانایی خواندن یا نوشتن نت‌های موسیقی را ندارد و در ساخت موسیقی متن فیلم‌هایش از ارکستر استفاده نمی‌کند. او گفت: «من خودم را یک آهنگساز فیلم نمی‌بینم. خودم را بیشتر یک هنرمند می‌دانم که از اشکال مختلف برای بیان خود استفاده می‌کند. من همه این‌ها را دوست دارم.»

## ترانه‌شناسی و فیلم‌شناسی
- ۱۹۸۱: او تنها می‌رقصد
- ۱۹۹۸: رون‌روکو (کار انفرادی، نخستین نسخه از ترانهٔ «ایگواسو»)
- ۱۹۹۹: نفوذی
- ۲۰۰۰: عشق سگی
- ۲۰۰۳: ۲۱ گرم
- ۲۰۰۴: نمک‌زارهای گسترده (مجموعه تلویزیونی)
- ۲۰۰۴: خاطرات موتورسیکلت
- ۲۰۰۵: سرزمین شمالی
- ۲۰۰۵: بله (با ارائه آهنگ «ایگواسو»)
- ۲۰۰۵: کوهستان بروکبک (جایزه اسکار بهترین موسیقی فیلم)
- ۲۰۰۶: ملت حاضری‌خور (با ارائه ترانه «ایگواسو»)
- ۲۰۰۶: بابل (جایزه اسکار بهترین موسیقی فیلم)
- ۲۰۰۷: به‌سوی طبیعت وحشی (با ارائه ترانه «چیدن توت»)
- ۲۰۰۷: شب‌های بلوبری من (با ارائه ترانه «پرندگان»)
- ۲۰۰۹: با باران می‌آیم
- ۲۰۰۹: آفتاب پشت ابر: کشمکش تبت برای آزادی
- ۲۰۱۰: نانگا پاربات
- ۲۰۱۰: بیوتیفول
- ۲۰۱۰: خاطرات بمبئی
- ۲۰۱۱: جهنم متحرک (مجموعه تلویزیونی)
- ۲۰۱۲: در جاده
- ۲۰۱۳: آخرین بازمانده از ما (بازی ویدئویی)
- ۲۰۱۳: اوسیج کانتی
- ۲۰۱۴: کتاب زندگی
- ۲۰۱۴: قصه‌های وحشیانه
- ۲۰۱۴: مسیر
- ۲۰۱۶: زمان قرضی (انیمیشن کوتاه)
- ۲۰۱۶: پیش از سیل
- ۲۰۱۶: کاپاک نیان: بازپیمایی مسیر
- ۲۰۱۷: اریک کلپتون: زندگی در ۱۲ میزان
- ۲۰۱۷: پایان جنگ
- ۲۰۱۷: تمام آنچه ما را از هم جدا می‌کند
- ۲۰۱۸: نارکوها: مکزیک
- ۲۰۲۰: پیکار
- ۲۰۲۰: آخرین بازمانده از ما، قسمت ۲ (بازی ویدئویی)
- ۲۰۲۰: اِل سید
- ۲۰۲۱: فینچ
- ۲۰۲۱: مایا و آن سه
- ۲۰۲۲: خانه
- ۲۰۲۳: آخرین بازمانده از ما (مجموعه تلویزیونی)

## جایزه‌ها
- جوایز اسکار:
  - (۲۰۰۶) بابل
  - (۲۰۰۵) کوهستان بروکبک
- جوایز بافتا:
  - (۲۰۰۶) بابل
  - (۲۰۰۴) خاطرات موتورسیکلت
- جوایز گلدن گلوب:
  - (۲۰۰۵) کوهستان بروکبک
- جوایز گرمی:
  - (۲۰۰۹) آلبوم زندگی… نسبی است
  - (۲۰۰۴) آلبوم چهار مسیر
- جوایز گرمی لاتین:
  - (۲۰۰۸) عاشقم می‌کند
  - (۲۰۰۸) زندگی… نسبی است
  - (۲۰۰۶) قهوه‌خانهٔ استادان
  - (۲۰۰۵) خون من
  - (۲۰۰۴) چهار مسیر
  - (۲۰۰۳) برای تو
  - (۲۰۰۳) یک روز عادی
  - (۲۰۰۳) باخوفوندو تانگو کلاب
  - (۲۰۰۱) توجه کن
  - (۲۰۰۰) برمی‌گردم/من